# Giacomo Toni
Giacomo Toni est un chanteur, musicien et compositeur italien. La musique qu'il compose est un jazz situé entre la musique swing et la musique blues. 
Il est le leader et le fondateur du groupe musical "Giacomo Toni e la Novecento band" qui voit sa naissance en 2005. Le groupe est composé par Giacomo Toni (piano et voix), Marcello Jandù Detti (trombone), Alfredo Nuti Dal Portone (guitare), Roberto Villa (contrebasse) et Gianni Perinelli (sax). 

## Caractéristiques
Le style de l'artiste est aigu, puissant, un mélange de différents genres musicaux. La mélodie et les textes, comme l'artiste même décrit, transmettent "une grande efficacité narrative, musicale et littéraire". Les textes abordent sujets comme l'intimité pure, les sentiments inexplorés et les changements de l'esprit humain . 

## Discographie
- Giacomo Toni e la Novecento Band (2006)
- Metropoli (2008)
- Hotel Nord Est (2010)

Ces trois premiers albums ont été auto produits avec l'aide de la libre association "Gli Incauti". 
- Musica per Autoambulanze (2013): Cet album, non seulement, a été produit par la maison discographique indépendante MArteLabel[3] mais il regroupe également les meilleures chansons de l'artiste et il peut se considérer comme le vrai début sur la scène discographique italienne.

- 16 octobre 2014: publication du clip-vidéo "Mi Ami?" réadaptation d'une chanson de CCCP[3]
- Novembre 2016: édition limitée d'un album uniquement en vinyle (par L'Amore Mio Non Muore - Dischi), contenant deux nouvelles chansons: "Ho perso la testa"  et "Codone lo sbirro"[4]

Tournées et spectacles:
- Du 4 au 18 octobre 2013: Giacomo Toni joue au Bayfront Park Amphitheatre de Miami
- 28 mai 2014: Participation à RTL 102.5[5]
- 2015:Piano Punk Cabaret Tour [3]
- Février 2015: Invité d'honneur à l'exposition photographique "Backstage" qui inaugurera l'édition 2015 du Festival de la musique italienne à Sanremo, organisé par le Club Tenco [6] et événement qui délivre le Prix Tenco.

## Prix
- 28/29 août 2013: Giacomo Toni gagne l'Hit Week Music Contest[7]

## Collaborations
- Gli Scontati[8]: Collaboration avec Lorenzo Kruger (leader du groupe musical I Nobraino) pour rendre hommage à Paolo Conte[9]. De cette collaboration l'album "Studi Interrotti" (maison discographique MArteLabel) est né et sorti le 21 janvier 2016.